# Голден Вали (Минесота)
Голден Вали (енгл. Golden Valley) град је у америчкој савезној држави Минесота.

## Демографија
По попису из 2010. године број становника је 20.371, што је 90 (0,4%) становника више него 2000. године.
| Група             | 2000.          | 2010.          |
| Белци             | 18.236 (89,9%) | 17.113 (84,0%) |
| Афроамериканци    | 728 (3,6%)     | 1.441 (7,1%)   |
| Азијати           | 582 (2,9%)     | 723 (3,5%)     |
| Хиспаноамериканци | 357 (1,8%)     | 538 (2,6%)     |
| Укупно            | 20.281         | 20.371         |